# Ueda
Ueda (上田市, Ueda-shi?) è una città giapponese della prefettura di Nagano.

## Storia
Per volontà del potente daimyō Sanada Masayuki nel 1583 vi venne costruito l'omonimo castello che divenne il quartier generale del feudo del clan Sanada negli anni successivi. Durante il periodo Sengoku il castello resistette con successo ai due assedi che vi furono portati nel 1585 e nel 1600 dal clan Tokugawa.

## Cultura
- Castello di Ueda
- Anraku-ji. Tutelata come monumento nazionale, la pagoda è l'unica a pianta ottagonale in Giappone.
- Utsukushigahara Open-Air Museum. È un ampio parco di sculture all'aria aperta inaugurato nel 1981 sul monte Utsukushigahara.